# ماسييل ليما باربوسا دا كونا
ماسييل ليما باربوسا دا كونا (بالبرتغالية: Maciel Lima Barbosa da Cunha‏) هو لاعب كرة قدم برازيلي في مركز الهجوم، ولد في 29 نوفمبر 1978 في كاكسياس دو سول في البرازيل. لعب مع أتلتيكو باراناينسي وأونياو ليريا وسبورتينغ براغا ونادي بانغو أتلتيكو ونادي بورتو ونادي كسانثي.

## وصلات خارجية
- ماسييل ليما باربوسا دا كونا على موقع قاعدة بيانات كرة القدم.إي يو (الإنجليزية)
- ماسييل ليما باربوسا دا كونا على موقع Soccerway.com (الإنجليزية)